# Retama sphaerocarpa

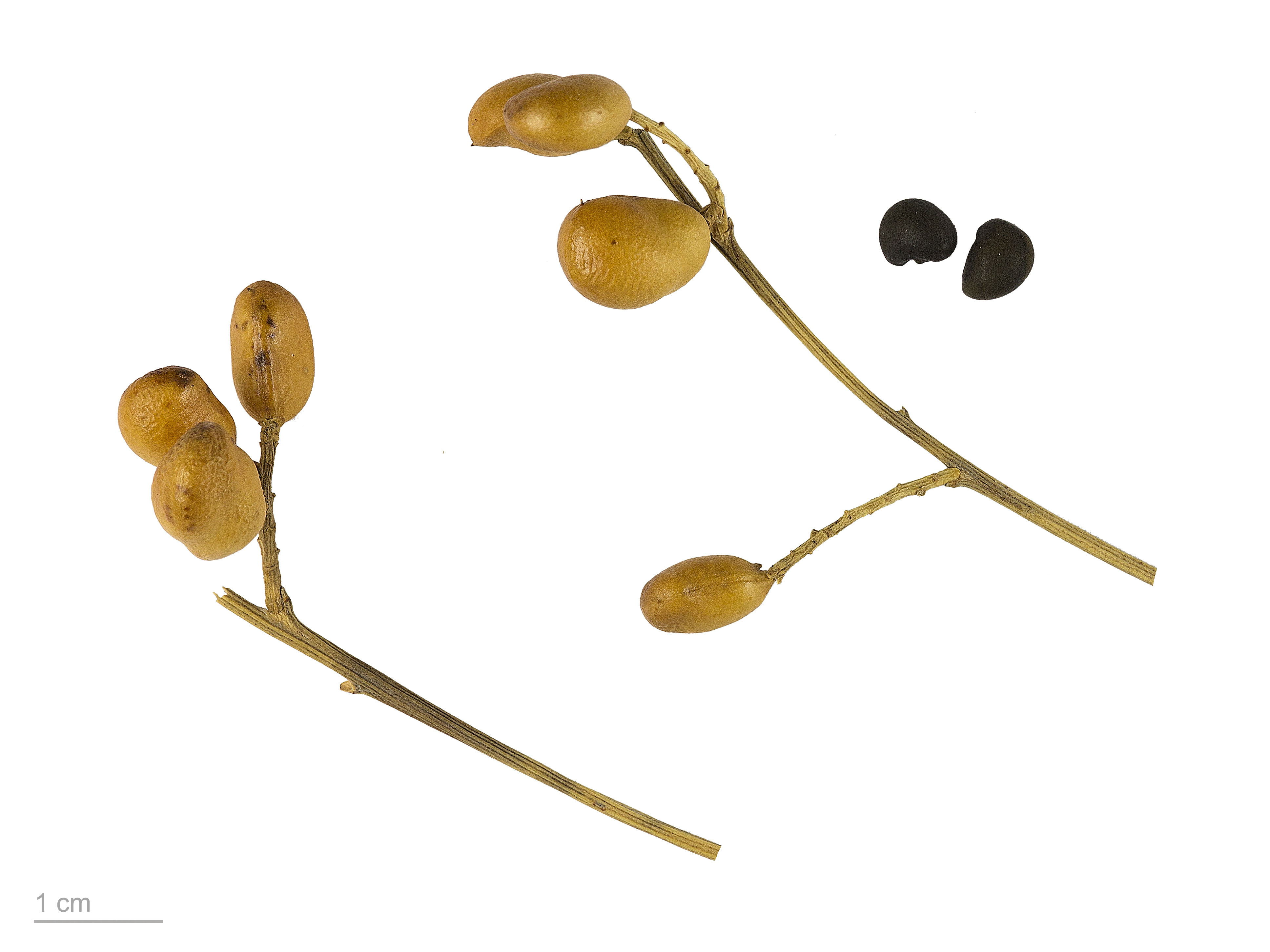
Genista sphaerocarpa - MHNT

Retama sphaerocarpa é uma espécie de planta com flor pertencente à família Fabaceae.  
A autoridade científica da espécie é (L.) Boiss., tendo sido publicada em Voyage botanique dans le midi de l'Espagne 2: 144. 1840.
Os seus nomes comuns são piorneira, piorno ou piorno-amarelo.
Pertence ao  biótipo dos fanerófitos, inserindo-se no tipo fisionómico dos nanofanerófitos.

## Descrição
Trata-se de uma arvore pequena ou arbusto, de 2 a 3 metros de altura, que dispõe de ramos quadrangulares com 8 a 10 ramadas que, quando a planta ainda é jovem, se revestem de uma penugem prateada sedosa. Já em adulta, por outro lado, essa penugem torna-se mais crespa e curta.
As folhas dispõem de 6 a 11 folíolos de um a dois milímetros, de formato lanceolar. As inflorescências axilares do piorno-amarelo despontam solitariamente ou em grupos geminados de 8 a 17 flores.
As brácteas e bractéolas do piorno-amarelo são elípticas e glabras. O cálice tem a forma de cone invertido (obcónico), é bilabiado, glabro e esbranquiçado, dispondo de um receptáculo floral bastante desenvolvido. Floresce de Abril a Julho, sendo que a corola das flores é amarela. A flor tem um androceu com 4 estames curtos, com anteras fixas na base.

## Distribuição
É uma espécie natural da Península Ibérica e do Noroeste Africano.

### Portugal
Trata-se de uma espécie presente no território português, nomeadamente em Portugal Continental.
Mais concretamente, medra nas zonas do Nordeste Ultrabásico, do Nordeste Leonês, da Terra quente transmontana, do Centro-Norte, do Centro-Oeste olissiponense, das zonas do Centro-leste motanhoso e de campina, das zonas do Centro-sul miocénico e plistocénico, de todas as zonas do Sudeste, salvo as do Sudeste meridional e de todas as zonas algarvias, salvo as berlengas.
Em termos de naturalidade é nativa da região atrás indicada.

### Ecologia
Esta espécie prospera em espaços secos, de solos pedregosos (tanto de substracto xistoso, como granítico), pouco ricos e incultos.

## Protecção
Não se encontra protegida por legislação portuguesa ou da Comunidade Europeia.